# NGC 1592
NGC 1592 هي مجرة غير منتظمة تقع في كوكبة النهر. تبعد حوالي 20,000 سنة ضوئية. ولم تتم دراستها بالتفصيل حيث تبلغ 27 درجة جنوبا مما يجعلها غير مرئية تحت 63 درجة شمالا في منطقة مسطحة وحوالي 50 درجة شمالا في منطقة جبلية. تم اكتشافها في عام 1835 من قبل جون هيرشل.